# Vinterhamn
Vinterhamn är ett musikalbum från 2005 med Torbjörn Carlsson, Björn J:son Lindh och Ted Ström.
Inspelningen ägde rum i Nora kyrka, Memoria studio i Åmål, Älgå studio i Sparreholm samt Red house i Nora hösten 2005. Inspelning live: Reine Dahlberg, mixning och inspelning studio: Torbjörn Carlsson, mixning låt 6 och 10: Leif Carlquist, produktion: Carlsson, J:son Lindh och Ström. Skivnummer: Memoria Music mmcd07/Norafon nf01. 

## Låtlista
| Nr           | Titel                                 | Längd |
| ------------ | ------------------------------------- | ----- |
| 1.           | Från Skagen (Ström)                   | 7:06  |
| 2.           | Genom sommaren (Ström)                | 3:36  |
| 3.           | Sweet Dreams (Carlsson)               | 3:59  |
| 4.           | Lake District (J:son Lindh)           | 2:08  |
| 5.           | Åt'n Albin (Ström)                    | 3:36  |
| 6.           | Warszawa Prelude (J:son Lindh)        | 3:35  |
| 7.           | Spread Your Wings (Carlsson)          | 4:29  |
| 8.           | Adventsland (J:son Lindh)             | 6:00  |
| 9.           | Vintersaga (Ström)                    | 5:00  |
| 10.          | Vinterhamn (Ström)                    | 5:03  |
| 11.          | Härifrån till evigheten (J:son Lindh) | 5:22  |
| 12.          | Innan gryningen (Carlsson)            | 6:23  |
| Total längd: | Total längd:                          | 56:17 |

## Medverkande musiker
- Torbjörn Carlsson, gitarrer
- Björn J:son Lindh, flöjter, flygel, keyboard
- Marie Nordenmalm, orgel, dirigent
- Ted Ström, sång, gitarr, keyboard
- Gyttorpskören
- Nora Kyrkokör